# Keeper Hill SAC
Keeper Hill SAC este o arie protejată (sit de importanță comunitară — SCI) din Irlanda întinsă pe o suprafață de 413,53 ha, integral pe uscat.

## Localizare
Centrul sitului Keeper Hill SAC este situat la coordonatele 52°45′03″N 8°16′01″W / 52.75088°N 8.266845°V.

## Înființare
Situl Keeper Hill SAC a fost declarat sit de importanță comunitară în noiembrie 1997 pentru a proteja 1 specie de animale.

## Biodiversitate
Situată în ecoregiunea atlantică, aria protejată conține 2 habitate naturale: Pajiști umede nord-atlantice cu Erica tetralix, Turbării de acoperire (* exclusiv pentru turbării active).
La baza desemnării sitului se află o specie protejată de  păsări: șoim călător (Falco peregrinus).
Pe lângă speciile protejate, pe teritoriul sitului au mai fost identificate 5 specii de plante, 1 specie de păsări, 1 specie de amfibieni, 1 specie de mamifere, 1 specie de reptile.